# Merionoeda anulus
Merionoeda anulus är en skalbaggsart som beskrevs av Holzschuh 1991. Merionoeda anulus ingår i släktet Merionoeda och familjen långhorningar. Inga underarter finns listade i Catalogue of Life.